# Pictorialisme
Pictorialisme (da. billedmæssig fotografi) er betegnelse på en stilretning der ville bevise at fotografi kunne være et fuldgyldigt kunstnerisk udtryksmiddel. Stilistisk er pictorialisme karakteriseret ved uklarhed eller sløring,  omhyggeligt valg af motiv, glidende overgange, forkærlighed for nat- og tågescener, "kunstneriske" emner (landskaber, portrætter, nøgenstudier), bearbejdning af aftryk eller negativ for at opnå malerisk virkning. Blomstringstiden ligger mellem slutningen af 1800-tallet og første verdenskrig; der findes dog pictorialister til ind i 1950'erne.
Diskussionen om hvorvidt fotografi er kunst eller kunne blive det, optog kunstteoretikere siden Daguerres opfindelse. Mens det nye medium hurtigt blev anvendt til portrætter og reportager, forblev anvendelse i kunsten sjælden. Argumentet for at fotografi ikke kunne være kunst, var at der ved denne mekaniske proces ikke kunne være andet tilbage for fotografen at gøre end at trykke på aftrækkeren. Fotografi er i sin natur blot en simpel kopi, mens sand kunst må være en bearbejdning.
Det teoretiske grundlag for pictorialismen er Pictorial Effect in Photography af Henry Peach Robinson fra 1869, og en udgivelse af Peter Henry Emerson, Naturalistic Photography for Students of the Arts, 1889. Hovedtesen i den anden bog er at kunst er en gengivelse af optiske indtryk som vores bevidsthed modtager, og at fotografi kan dette lige så godt som maleri. For at eftergøre sanseindtrykket må en del af billedet være skarpt med for- og baggrund lettere sløret eller uklart. Emerson støttede sig til psykologiske erkendelser, især på arbejder af Hermann von Helmholtz. Kort efter offentliggørelsen af sit værk – der fik en betragtelig genklang – tilbagekaldte Emerson dog sin tese og mente nu at fotografi aldrig kunne blive kunst. Denne tilbagekaldelse blev dog knap bemærket; de fleste pictorialister påkaldte sig Emerson, skønt de ofte ikke kendte mere til ham end begrebet "kunstnerisk uskarphed" 
Grupper af fotografer sluttede sig sammen med det erklærede mål at hjælpe det kunstneriske fotografi til et gennembrud ('pictorialistic' blev anvendt i betydningen "kunstnerisk"). Hovedcentrene befandt sig i London (The Linked Ring) og New York (Photo-Secession), dog opstod der klubber i hele verden, og pictorialismen regnes for den første verdensomspændende fotografibevægelse. Klubberne var ofte afspaltninger, secessioner, af bestående fotografisammenslutninger, der efter pictorialisternes mening var for optaget af tekniske og kommercielle spørgsmål. Mange pictorialistiske foreninger udgav tidsskrifter, der bidrog til at danne et omfattende net af fotografer.
Karakteristisk for pictorialistiske fotografier er efterlignelsen af maleriet, især impressionismen. For at undgå en anklage for simpel dokumentation var fotografierne uklare og stemningsfulde. Alle spor af industrialisering undgås, med forkærlighed viser pictorialisterne landskaber, idylliske scener, portrætter, og nøgenstudier (art nude). Der bliver ofte brugt en arbejdskrævende teknik, mange aftryk er unika for at afgrænse sig fra massefotografiet. Den pictorialistiske fotograf, der kontrollerer hele billedfremstillingen, griber ofte til retouchering og andre direkte indgreb i billedfremstillingen (ty. Abzug). For mange er negativet blot en skitse, som først bliver til kunst i udviklingen frem til et aftryk. Man betjener sig i udarbejdningen for det meste af meget komplicerede ædeltryk-processer, som yderligere underbygger den kunstneriske virkning.
Efter første verdenskrig blev pictorialismen ofte hårdt kritiseret som blot imitation af maleriet, som havde fornægtet de egentlige egenskaber ved fotografi. Det er dog pictorialismen som etablerede fotografi som kunst og således i første instans muliggjorde denne senere kritik.

## Væsentlige repræsentanter
| - Malcolm Arbuthnot - Sidney Carter - Harold Cazneaux - Alvin Langdon Coburn - George Davison - Fred Holland Day - Robert Demachy |  | - Mary Devens - Georg Heinrich Emmerich - Frank Eugene - Hugo Henneberg - Ogawa Isshin - Gertrude Käsebier - Heinrich Kühn |  | - Léonard Misonne - Francis J. Mortimer - Constant Puyo - Edward Steichen - Alfred Stieglitz - Hans Watzek - Clarence H. White |